# Observación del cielo

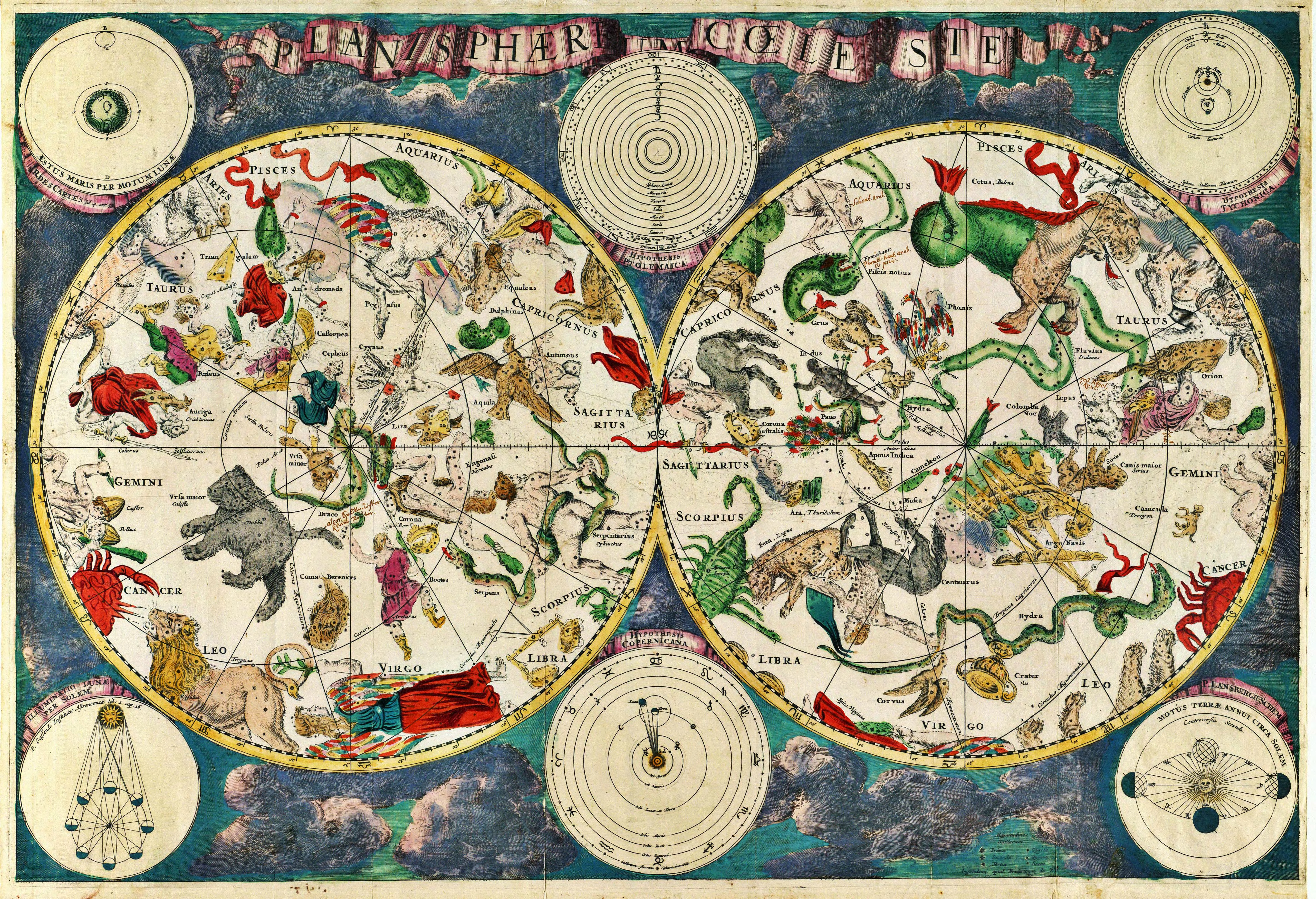
Mapa celeste del siglo XVII, realizado por el cartógrafo alemán Frederik de Wit.

La astronomía debe su existencia a las personas que a lo largo de la historia, por curiosidad, han mirado al cielo y buscado una relación entre todas sus particularidades. Un primer enfoque de esta disciplina, abordada por el lado práctico llevando una mirada hacia la bóveda celeste, rápidamente descubre la magnificencia de sus objetos. Este descubrimiento comienza por una simple observación a simple vista que revelará las bases de esta ciencia, así como una mejor comprensión del espacio que rodea la Tierra, y se puede prolongar, para los más interesados, con la utilización de instrumentos astronómicos, potentes según su función y necesidad, que permitirán estudiar el espacio profundo.

## La observación a ojo desnudo

Eclipse solar del 11 de agosto de 1999.

### Observación diurna
La considerable luminosidad del Sol satura el cielo e impide la observación de los astros de luminosidad más débil, a excepción de la Luna, en condiciones favorables, Venus, Júpiter, Marte y, finalmente, Sirio. La principal dificultad radica en localizar estos astros en el cielo luminoso. La observación del cielo a plena luz del día puede, sin embargo, revelar algunas sorpresas.

#### Los eclipses

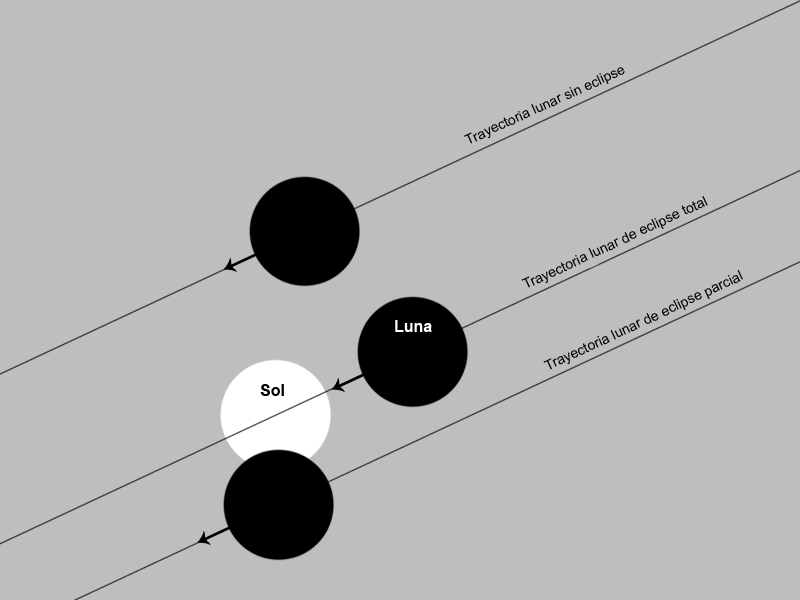
Condiciones de las trayectorias para un eclipse solar

Uno de los fenómenos más espectaculares son los eclipses totales o parciales de Sol. 
Solo tienen lugar cuando la Luna se encuentra en la fase de Luna nueva (cada 29,5 días), es decir, cuando no se puede observar por la noche ya que se encuentra entre la Tierra y el Sol. Cuando el plano de la órbita de la Luna no es paralelo al de la Tierra, los eclipses son más bien raros, y el satélite que pasa en general “sobre” o “bajo” el Sol. En el momento del fenómeno, que dura aproximadamente dos horas y media, se puede ver el disco de la Luna cerrar progresivamente al del Sol, a menudo parcialmente, y en ocasiones por completo, cuando visto desde la Tierra, el diámetro aparente de la Luna sea sensiblemente igual al del Sol. Sin embargo, la distancia entre el Sol, la Tierra y la Luna no son constantes, dando lugar a diferentes tipos de eclipse solar: el tamaño aparente de la Luna puede ser mayor que el del Sol, sensiblemente idéntico, permitiendo así la observación (con ayuda de instrumentos) de las protuberancias solares, o más pequeño; en este caso el eclipse es anular.
La sombra de la Luna forma un cono detrás de esta, la superficie del disco (proyección de la sombra sobre la Tierra) desde el cual es visible un eclipse solar total es relativamente pequeña, del orden de algunas decenas de kilómetros, recorriendo este disco una trayectoria siguiendo la rotación de la Tierra. Esto explica que un eclipse tenga lugar en Sudáfrica y sea totalmente invisible en Europa, por ejemplo. En la zona de eclipse total, es posible ver las estrellas más brillantes en pleno día, y sobre todo Mercurio, que es normalmente difícil de observar puesto que siempre está muy cerca del Sol.

#### El Sol

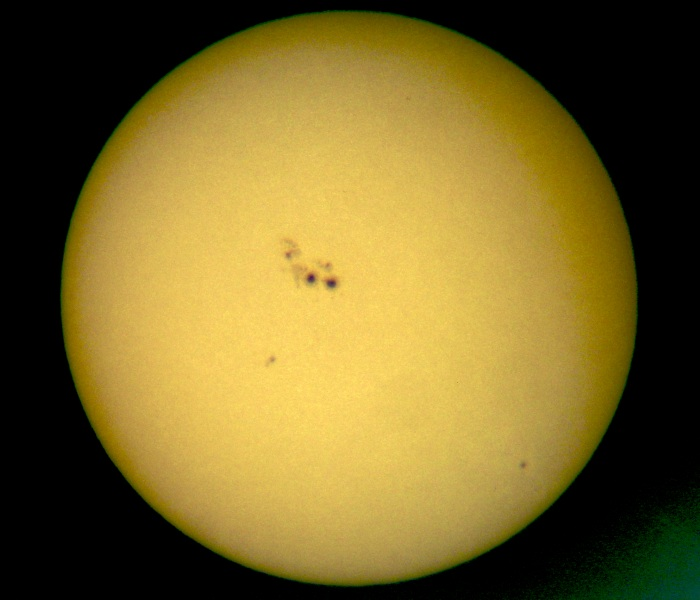
Manchas solares

- Las manchas solares: son más delicadas de observar puesto que requieren una buena visión y deben tener un tamaño consecuente con el fin de ser visibles al ojo desnudo. Son la base de las protuberancias solares sobre la superficie de la estrella y son el signo de la actividad del astro, que varía cíclicamente a lo largo de los años. Solo es posible observarlas sin ningún instrumento en el momento cumbre del fenómeno, y se presentan bajo la forma de manchas oscuras sobre el disco. Una observación de un día a otro permite observar su desplazamiento (y a veces su evolución) debido a la rotación propia del Sol y a la de la Tierra en torno a este.
- Consejos para la observación del Sol: se deben tomar precauciones para evitar toda quemadura ocular, deben desterrarse todas las gafas de sol, incluso las más oscuras. La utilización de un filtro es indispensable, yendo de las simples gafas de soldador (desaconsejadas puesto que no están adaptadas a este uso) a los filtros específicos para la observación solar, disponibles en ópticas y muy recomendables, puesto que proporcionan la protección adecuada. En esta última categoría se encuentran, por ejemplo, las gafas flexibles a base de hojas de plástico Mylar. Las manchas solares se pueden ver con relativa seguridad cuando hay un cierto nivel de niebla, cuando el disco solar es apenas visible a través de las nubes.

#### Fenómenos atmosféricos

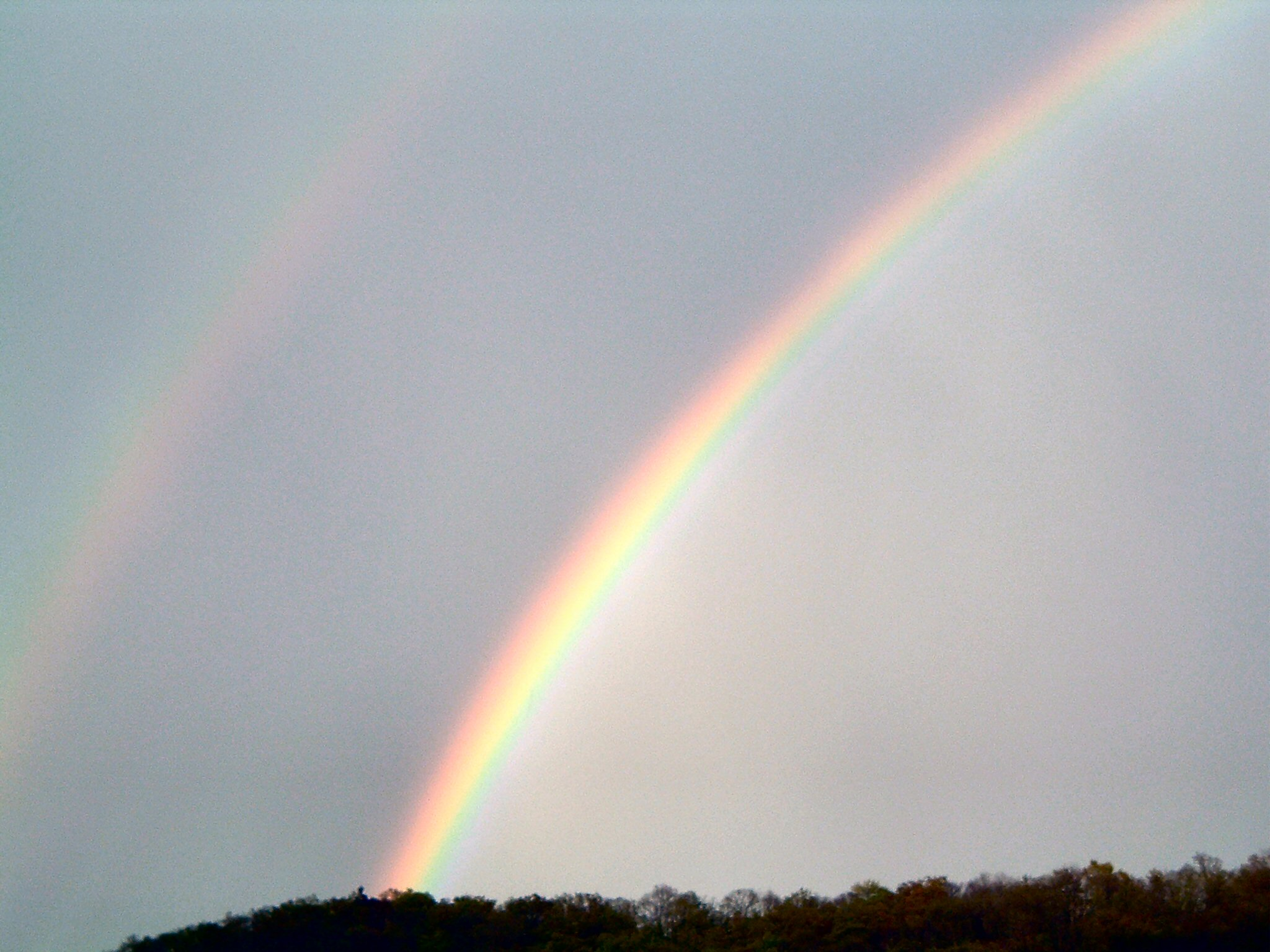
Un raro arcoíris doble.

Se pueden hacer otras observaciones interesantes sobre fenómenos relacionados con el Sol, aunque no estrictamente astronómicas puesto que su observación depende de unas condiciones atmosféricas particulares y no requieren protección ocular.
- El arcoíris: es visible durante un período de lluvia y el cielo está parcialmente despejado. Se trata un arco de luz descompuesta, provocado por la refracción de los rayos solares a través de las gotas de lluvia. En buenas condiciones se puede observar un segundo arco menos luminoso, más extendido y con los colores invertidos, encima del primero; el espacio entre los dos es ligeramente más oscuro que el resto del cielo, es la cinta oscura de Alexandre (ver foto a la derecha). En condiciones verdaderamente excepcionales, es visible un tercer arco con los colores invertidos respecto al segundo cerca de este. Salvo casos excepcionales, estos dos arcos suplementarios no suelen estar completos, pero son visibles únicamente en determinados lugares, más a menudo con un fondo de cielo oscuro. En condiciones todavía más excepcionales, se puede ver un cuarto y hasta un quinto arco, pero en la dirección (y no al contrario) del Sol, lo que hace particularmente delicada su observación.
- El halo solar: es un fenómeno que se puede ver principalmente en invierno y a una cierta altitud. Se presenta bajo la forma de un gran círculo luminoso, no demasiado ancho y con su centro en el Sol. Se forma debido a la refracción de los rayos solares a través de una capa fina y uniforme de nubes altas, llamadas cirroestratos.
- Los parhelios: son provocados del mismo modo que el halo, pero por otros tipos de nubes más frecuentes. Son dos manchas luminosas de colores a menudo descompuestas como en el arco iris y dispuestas simétricamente a ambos lados del Sol, a una distancia semejante al borde del círculo del halo y que se pueden asociar a este.

### Observación nocturna

#### La Luna

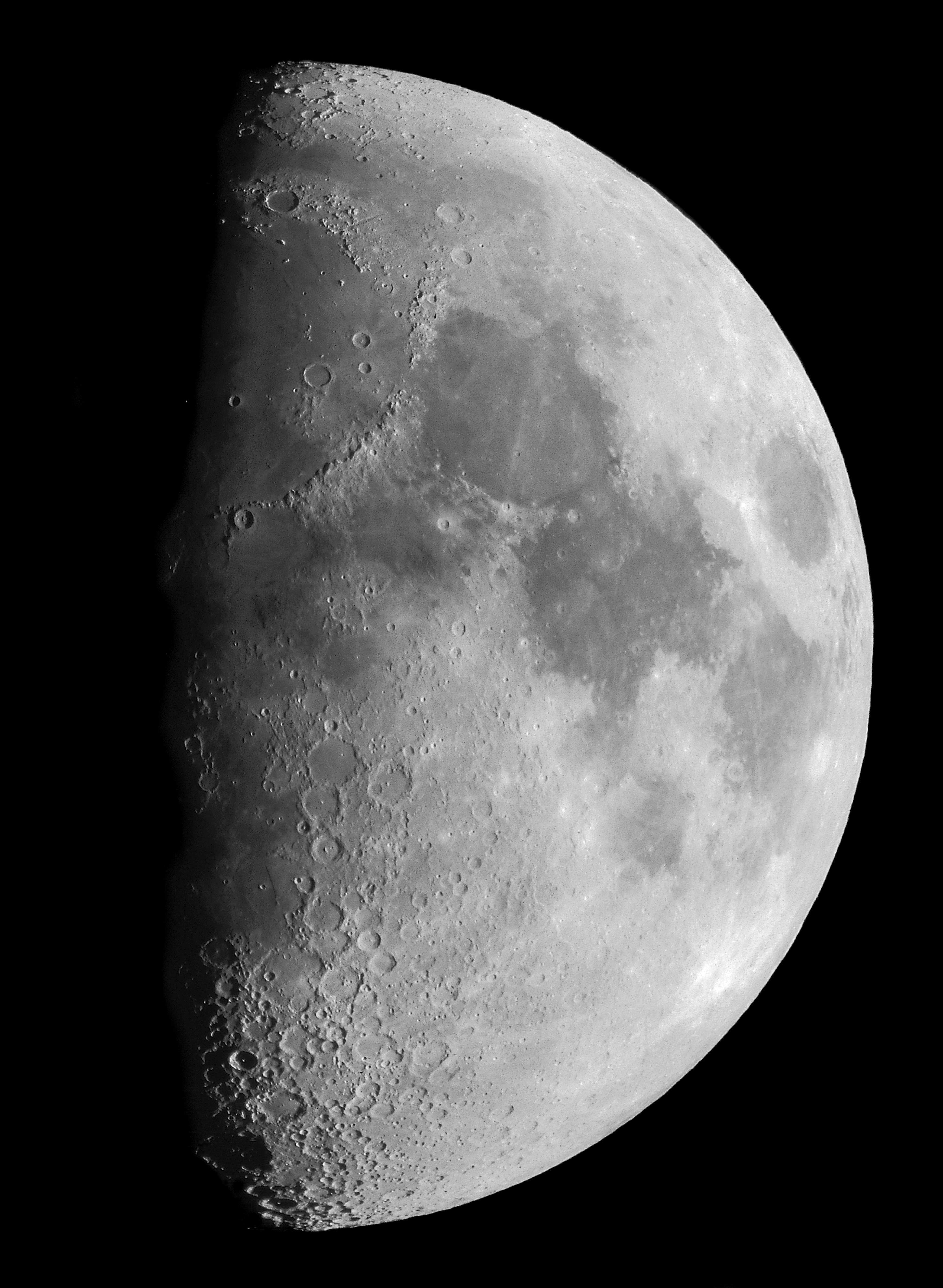
Luna creciente, invertida por el telescopio.

Su observación a ojo desnudo permite un enfoque del único satélite natural de la Tierra y comprender mejor los cambios que le afectan.
- Las fases: explican por sí solas la posición relativa de la Luna, de la Tierra y del Sol en el espacio.

Su resplandor proviene de la única reflexión de los rayos solares en su superficie; la Luna presentará el aspecto de una fina luna creciente visible al crepúsculo o al amanecer cuando se sitúe entre la Tierra y el Sol, un medio disco visible durante la mitad de la noche cuando está formando un ángulo de 90° respecto del Sol, y un disco completo presente toda la noche cuando esté en oposición al Sol.
Un juego de trayectorias de rayos luminosos también llama la atención: en su primera fase creciente o su última fase menguante, cuando no es más que una luna creciente, se puede observar que su lado oscuro, en la penumbra, presenta un débil resplandor sobre toda su superficie que permite distinguir la forma del disco completo. Esto se debe a los rayos solares, reflejados una primera vez por la Tierra hacia el satélite, y después una segunda vez desde este hacia nosotros. Este largo trayecto hace que nos llegue una débil cantidad de luz, pero suficiente para distinguirla.
- Los mares : son las manchas oscuras sobre la superficie del astro, rastros de impactos de meteoritos gigantescos que han tenido lugar hace millones de años. Representan la sustancia basáltica de inmensos cráteres. De diferente composición y más oscura que el resto de la superficie, esta roca, por su extensión, da la impresión desde la Tierra de ver mares sobre la superficie del satélite, lo que ha dado su nombre a estas manchas. Los mapas lunares disponibles en numerosas tiendas especializadas permiten localizarlos y nombrarlos.
- Los eclipses : siguiendo el mismo principio que los eclipses solares, los eclipses lunares solo tienen lugar más que de noche cuando la Luna está en su fase llena y la Tierra está situada entre ésta y el Sol. Siendo el diámetro de la sombra de nuestro planeta mucho mayor que el de nuestro satélite, tienen lugar más frecuentemente y tienen el mismo aspecto sin importar la posición del observador sobre la Tierra. En el momento de la fase total, la Luna sigue estando visible y tiene un color anaranjado que se debe a los rayos solares desviados y teñidos por la atmósfera terrestre.
- El halo lunar : cuando ven un anillo alrededor de la Luna –un halo lunar- algunas personas piensan que están ante un fenómeno especial, pero no es así. A pesar de esto, son tan hermosos y tan poco vistos que podemos asombrar a nuestros amigos avisándoles que salgan al patio cuando aparezca uno. El anillo se forma cuando la luz de la Luna es refractada (se dobla) al pasar a través de cristales de hielo. Los anillos lunares solo serán visibles si hay nubes suficientemente altas (léase frías, para que se formen los cristales de hielo) y delgadas. La forma típica hexagonal de un cristal de hielo desvía la luz de la Luna en un ángulo de 22 grados (el equivalente a dos puños cerrados con el brazo extendido), así que el anillo completo describe un diámetro de 44 grados desde nuestro punto de vista. Solo se han visto anillos cuando la Luna está próxima a ser llena. La Luna debería ser capaz de producir un anillo en cualquiera de sus fases, pero tal vez son demasiado débiles para verse excepto cuando es Luna Llena].

#### Los planetas
Por la noche, un observador notará que algunas estrellas se mueven más rápidamente que otras. En realidad se trata de planetas. Para distinguir un planeta de una estrella, hay que saber que las estrellas centellean y los planetas no, a causa de la distancia mucho mayor que nos separa de las primeras. Una vez que ha encontrado un planeta, nos es de interés saber de cuál se trata, y esto es, incluso a ojo desnudo, fácilmente realizable. En efecto, todos los planetas visibles tienen algunas características peculiares:
- Mercurio casi nunca es visible ya que se sitúa siempre muy cerca del Sol.

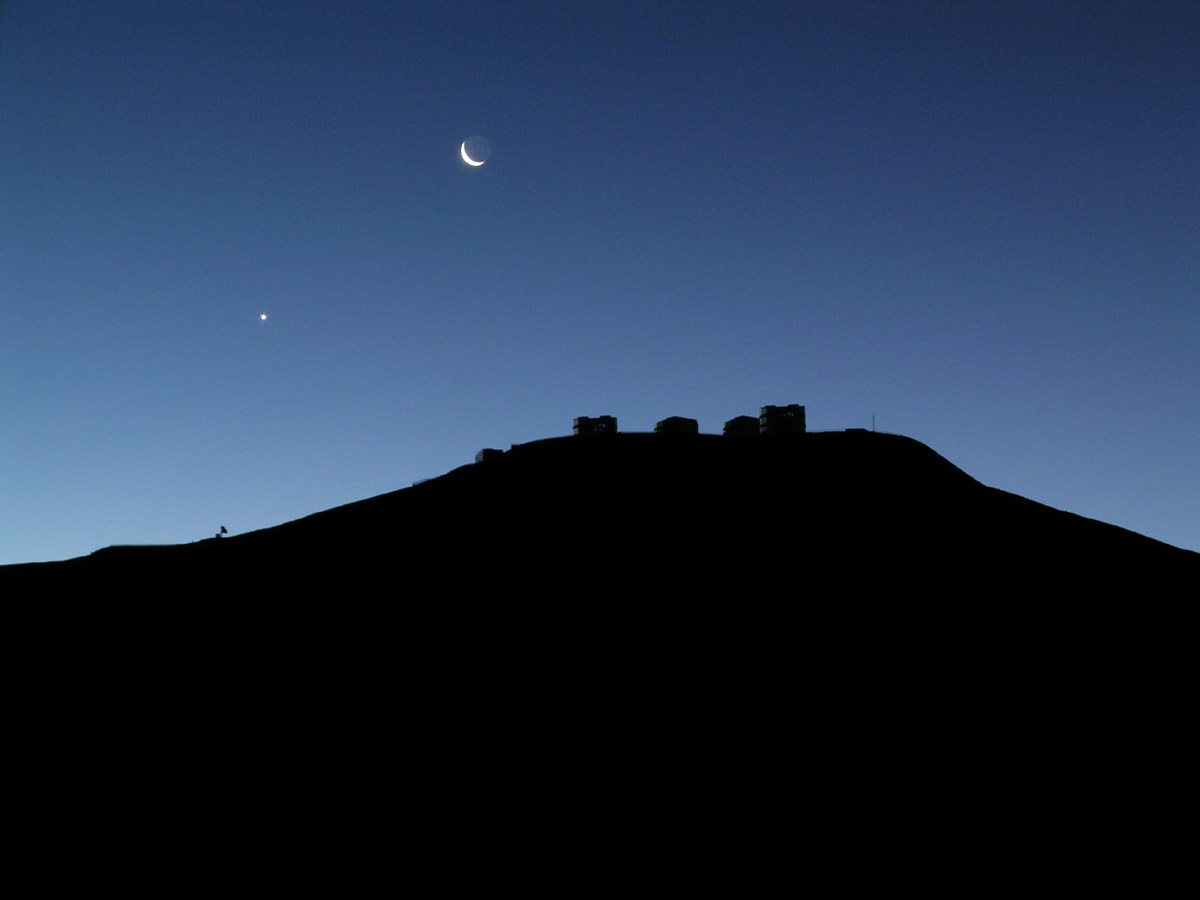
Luna decreciente y Venus.

- Venus, también llamada “la estrella del Pastor”, de aspecto blanquecino, es el planeta más brillante de todos y es visible al crepúsculo o al amanecer puesto que, como Mercurio, se trata de un planeta interior (cuya órbita está comprendida entre el Sol y la Tierra) y sigue al Sol en su órbita (su elongación máxima es de 47,8°). Nótese que su resplandor (su nivel luminoso, que se llama magnitud aparente) varía en función de sus fases (como en la Luna) así como de su distancia respecto a la Tierra.
- Marte no es excepcionalmente brillante pero se reconoce por su resplandor rojizo. Un observador constante (en un periodo de varios días) observará fácilmente que este da a veces media vuelta (retrógrada): esto se explica por el movimiento de la Tierra y de Marte y es un fenómeno que, para este cuerpo, tiene lugar aproximadamente cada dos años y dura en su totalidad aproximadamente dos meses. Afecta a todos los planetas exteriores.
- Júpiter es de un resplandor amarillento. Se puede reconocer instantáneamente, aunque podemos confundirlo con Venus, : si se observa el equivalente de Venus en medio de la noche, es Júpiter.
- Saturno es mucho menos brillante que Júpiter, aunque podemos observarlo con relativa facilidad.

Además de los planetas, podemos observar también otras “curiosidades” celestes:

#### La Vía Láctea
Está constituida de una agrupación más densa de estrellas respecto al resto del cielo y representa un sector de nuestra galaxia visto desde el interior.
Instálese una noche en un lugar apartado de las grandes ciudades para que sus ojos se acostumbren a la oscuridad y espere, relajado, observando la bóveda celeste. Observar la multitud de estrellas que constituyen la Vía Láctea es uno de los mayores espectáculos del firmamento. En verano verá una gigantesca franja lechosa e irregular que atraviesa la bóveda celeste, aspecto que le ha valido su nombre desde la Grecia Antigua.

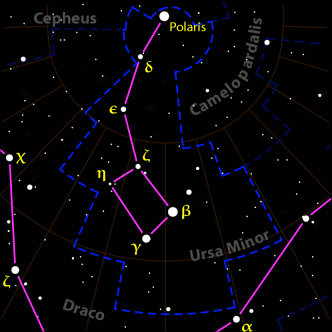
Una constelación: la Osa Menor.

#### Las constelaciones
No son objetos celestes propiamente dichos ya que constituyen una agrupación arbitraria de estrellas para formar una figura, en general animal o mitológica. La nomenclatura de las constelaciones y las estrellas del Hemisferio Norte data de la Antigua Grecia. Los mapas disponibles en las tiendas dan, en función del día del año y de la hora de observación, una vista completa y orientada de las constelaciones visibles en ese momento. La iniciación a la astronomía pasa también por esta etapa y permite más tarde orientarse fácilmente en medio de todas las estrellas y localizar rápidamente el Norte celeste (la Estrella Polar), la galaxia de Andrómeda o la estrella más luminosa del cielo (Sirio, del Can Mayor), por ejemplo.

#### Otros objetos celestes
- Las estrellas fugaces

Prolongando su observación observará puntos luminosos continuos que dejan una estela que atraviesa rápidamente el cielo: las estrellas fugaces. Son meteoritos que entran en combustión calentándose por frotamiento en el momento de su penetración en la atmósfera terrestre, más densa. Se pueden ver varias decenas en una noche. Ciertas noches son particularmente favorables a su observación puesto que la Tierra, en su órbita, atraviesa regularmente nubes de meteoritos muy conocidas por los astrónomos.
Se pueden ver otros muchos fenómenos a ojo desnudo, como los cometas, interesantes y a veces magníficos como el cometa 1P/Halley, visto en 1910 y en 1986. Hay también diversos objetos (galaxias, cúmulos globulares y nebulosas) visibles a este nivel, pero únicamente bajo la apariencia de manchas lechosas salvo las Pléyades, en la constelación de Tauro, donde se distinguen las diferentes estrellas.

#### Consejos para la observación nocturna
Exceptuando la observación de la Luna, que acepta prácticamente cualquier condición, el primer consejo es situarse en un lugar alejado de toda fuente importante de luz para observar todos estos fenómenos: evite la ciudad, donde se sitúan las luces que merman la observación y en la cual la contaminación crea un “velo” opaco en el que se reflejan las luces. Para apreciar la ventaja que ofrece la noche, aléjese de las grandes aglomeraciones urbanas con el fin de obtener un cielo lo más oscuro posible. Por la misma razón, evite las noches de luna, sobre todo cuando está prácticamente llena puesto que su intensa claridad perjudica fuertemente la observación. Sabiendo que el ojo requiere un tiempo de adaptación a la oscuridad (aproximadamente de 15 a 30 minutos) para desarrollar sus plenas capacidades en estas condiciones, un rayo luminoso intenso (faro de coche, linterna…) “destruye” este hábito y reduce fuertemente sus capacidades, incluso con la fuente luminosa ya apagada, y esto, de nuevo durante unos 15 minutos. Para evitarlo, ponga una banda adhesiva opaca, preferentemente roja, sobre la linterna, que no dará entonces más que la cantidad de luz estrictamente necesaria para permitir la lectura de un mapa celeste, por ejemplo.
Observar el cielo requiere espacio y por eso se recomienda elegir un lugar abierto que proporcione un campo de visión lo más amplio posible. Un ejemplo puede ser la montaña, que presenta también la ventaja de tener un aire más puro.
Finalmente, para su comodidad, las noches en el campo pueden ser frías y húmedas, por lo que es bienvenida la ropa de abrigo, así como las sillas de camping plegables que garantizan una buena posición prolongada retardando la aparición del cansancio.

## Observación con prismáticos (binoculares)

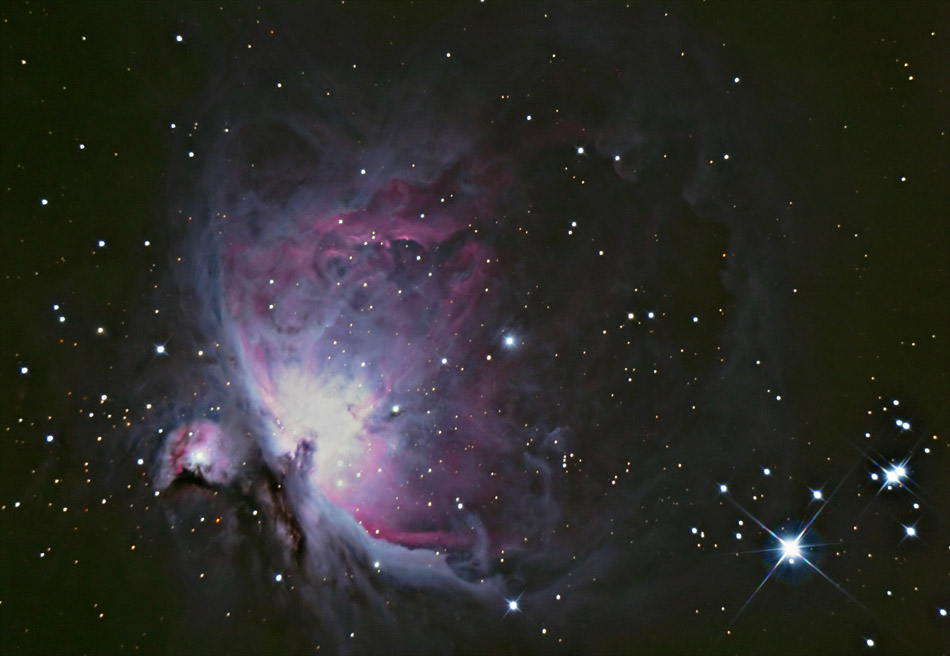
La Nebulosa de Orión.

Los prismáticos son muy útiles cuando se desea observar objetos astronómicos grandes y brillantes. Gracias a ellos nos es posible distinguir la forma de los cráteres lunares. Pero sobre todo, y a pesar de la distancia que nos separa de la Luna, se puede observar el relieve de estos cráteres a lo largo del terminador, la línea de separación entre la parte iluminada y la parte oscura de la Luna. La impresión de relieve la producen los juegos de sombra y de luz en esta zona de la Luna donde la luz del Sol se refleja en un ángulo rasante. Este espectáculo, por su sencillez de observación, constituye una buena introducción a la observación de los astros.
Los prismáticos son muy prácticos para la observación de objetos difusos como las nebulosas y algunos pasos de cometas. La razón se debe a su naturaleza misma: los prismáticos no aumentan demasiado las imágenes, pero sin embargo ganan en luminosidad. Los objetos extensos se pueden ver en su totalidad gracias a su amplio campo visual (lo que puede no ser el caso de un telescopio), con una claridad y un contraste mucho más elevado que a ojo desnudo. 
La nebulosa de Orión es sin duda una de las más luminosas y fáciles de localizar. Se sitúa en la constelación de Orión, una constelación bien visible en el invierno boreal (verano austral), bastante grande y muy fácilmente identificable debido a su forma rectangular y a las tres estrellas que forman el “cinturón de Orión”. Se puede observar igualmente el montón de las Pléyades, un cúmulo estelar abierto compuesto de una quincena de estrellas y que podemos localizar prolongando una de las diagonales del rectángulo de Orión hacia el noroeste, encontrándose los Pléyades cerca de este eje.
En el hemisferio sur podremos observar las Nubes de Magallanes, unas 2 galaxias cercanas con tamaños aparentes enormes, la mayor se extiende 10 grados en el cielo, parecidas a pequeños trozos de la Vía Láctea, ubicadas en las constelaciones de Dorado y Tucana, con prismáticos podremos ver fácilmente sus estructuras internas como nebulosas, estrellas extragálacticas y sus barras centrales. 
También visible, en el hemisferio norte, a finales de verano, otoño e invierno, otro espectáculo sorprendente por su extensión (aunque menor al de las galaxias anteriores), y por su lejanía de la Vía Láctea, es la observación de la galaxia de Andrómeda. Lo más difícil aquí es la identificación de las principales constelaciones. La constelación de Andrómeda se sitúa bajo Casiopea respecto a la Estrella Polar, que solo puede verse desde el hemisfero norte.
Fijándonos en la estrella Beta de Andrómeda con los prismáticos, ascendemos la visión muy ligeramente hacia Casiopea hasta conseguir ver una primera estrella pequeña, después subimos, todavía muy ligeramente, y veremos una pequeña mancha luminosa con los contornos poco definidos, es el corazón de la galaxia de Andrómeda. Si las condiciones de observación son buenas, puede aparecer también un óvalo muy difuso, son los brazos de la galaxia. Este astro está a 2,5 millones de años luz de nosotros. Es uno de los astro más lejanos que es posible observar con prismáticos.
Otras galaxias visibles con prismáticos aunque menos destacables y tenues son: NGC 253, M81, M82 y M104. 
Con experiencia, y con la condición de que los prismáticos estén bien estabilizados y con unas excepcionales condiciones atmosféricas, los observadores dotados de una buena visión podrán distinguir los cuatro satélites galileanos de Júpiter, incluso con unos simples 8 x 35.

### Elección de los prismáticos
Sus características están determinadas por dos números: el primero indica los aumentos, el segundo el diámetro de las lentes de delante, o abertura. De esta forma, mientras un ornitólogo podría preferir unos prismáticos compactos de 8x35, a un observador de astros le podrían convenir más unos de 10x50.

### Consejos sobre técnicas de observación
Es muy recomendable fijar el prismático a un trípode (uno de fotografía, por ejemplo) para afirmarlo, asegurar una observación cómoda y ayudar al observador a no perder el campo del objeto. Algunos modelos de prismáticos vienen equipados con un gancho para trípode para fijarlo fácilmente, pero un poco de cinta adhesiva hace el trabajo en un segundo. Ajuste los prismáticos para obtener la mejor imagen posible enfocando y ajustando la distancia entre los oculares para que se ajusten a sus propios ojos. Si usted usa anteojos para el astigmatismo, probablemente querrá dejárselos puestos. Si no es así, debería poder enfocar bien los prismáticos sin necesidad de usar sus anteojos.
Advertencia Importante: nunca intente observar el Sol con prismáticos. Existen filtros solares especiales para binoculares, pero son difíciles de encontrar. En observación directa, el poder de la luz concentrada quemaría sus ojos irreparablemente. Un ejemplo similar a lo que ocurre sería prender un fuego con una lupa en un papel o en un trozo de madera.

## Observaciones con un telescopio refractor
Un telescopio refractor es un elemento que está constituido por diversas lentes y que enfoca los rayos luminosos hacia un punto llamado foco. El rol del visor situado después del foco es el de formar la imagen para que sea visible al ojo, además de aumentarla. Un buen telescopio refractor es un elemento que uno mantiene por el resto de su vida, incluso después de la adquisición de un telescopio más grande.
El telescopio refractor, por su abertura reducida (por lo tanto menos luminosa), se adapta especialmente para la observación de la Luna y los planetas. Un modelo de 60 mm de diámetro permite observar muchos detalles en estos. A pesar de que la claridad de un telescopio refractor pequeño es menor que la de un buen par de prismáticos, permite alcanzar un mayor aumento para observar detalles de una manera más cómoda.
Júpiter es un planeta que no deben dejar de observar los primerizos equipados con un telescopio refractor. Su observación nos permite ver las mayores acompañantes del planeta que son las lunas galileanas, así como también claros detalles de su superficie. Nos muestra cuánto es la observación astronómica un trabajo de paciencia. La gente que espere obtener gran entretenimiento tendrá que cambiar a un telescopio más poderoso para no desilusionarse, pero su uso requiere manejar bases de astronomía. Los que prefieran esperar por otra cosa para satisfacer la infinita curiosidad serán compensados por este universo en el cual los más pequeños detalles nos llevaron a los más grandes descubrimientos. Fue con un telescopio mucho menos efectivo que los que tenemos al alcance hoy en día con el cual Galileo descubrió las lunas de Júpiter, y con el que se convenció de que Copérnico tenía razón: la Tierra se mueve!
Con un telescopio refractor, también es posible seguir las fases de Venus y el cambio de su diámetro visible con el paso de los meses. Marte aparece como un disco anaranjado, pero por lo general sin el más mínimo detalle. Es posible, de todas maneras, observar la fluctuación de su diámetro a lo largo del año. En una buena configuración entre Marte y la Tierra, cuando el planeta rojo está más cerca, es posible distinguir su casquete polar.
El planeta más distante que se puede observar con un telescopio refractor es Saturno. Si las condiciones de observación son buenas, revela el hermoso espectáculo de sus anillos. Uno puede seguir el cambio de su apariencia. En 2002, fueron vistos de frente, y serán vistos de perfil en 2010. Entonces serán completamente invisibles y será necesario esperar dos o tres años para poder verlos al telescopio nuevamente. Por mientras, su apariencia cambia de año a año. Con la experiencia también es posible distinguir Titán.
El telescopio refractor es un instrumento perfectamente apropiado para la observación del Sol, pero se deben tomar precauciones drásticas para evitar quemar la retina. Cuando estas precauciones han sido tomadas, el Sol revela sus características de manera que se le puede ver evolucionar día tras día y moverse debido a su rotación. También es posible observar objetos como nebulosas (M42) o cúmulos globulares (M22). Finalmente, no olvidemos la Luna, en la cual una multitud de detalles se presentan para la observación: cráteres, montañas, etc. Como con prismáticos, son las observaciones del terminador las que muestran más notablemente el relieve lunar.

### Elección del telescopio refractor

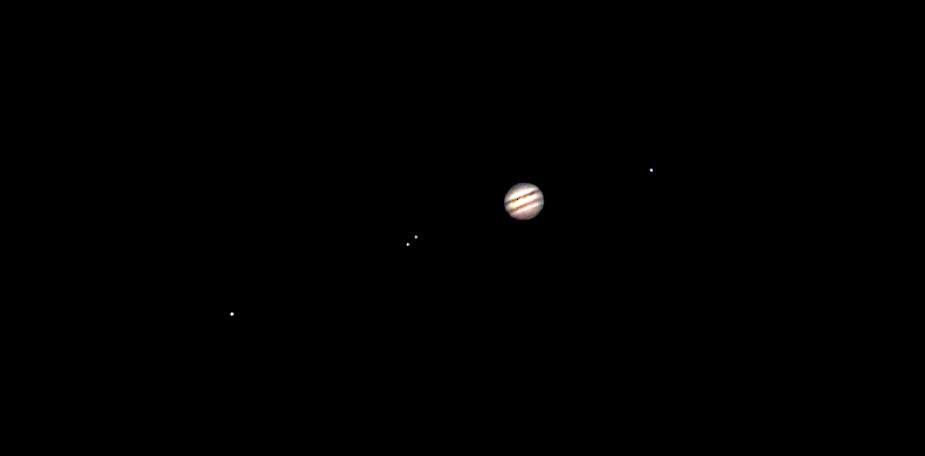
Júpiter y sus lunas galileanas, fotografiado desde un telescopio refractor. La observación planetaria es especial para un telescopio refractor.

El principal problema óptico de los telescopio refractores es la aberración cromática. Cuando se observa un planeta, la Luna, o una estrella brillante a gran aumento, se ve rodeada por un brillo difuso de color desenfocado, usualmente azul o violeta. Este efecto puede ser reducido con el uso de lentes de gran distancia focal, pero esto puede resultar en un instrumento poco manejable. Los refractores pueden hacerse esencialmente libres de colores falsos usando varios diseños apocromáticos, muchos de los cuales usan tres lentes (un triplete) al contrario de las dos lentes (un doblete) encontrados más comúnmente en los elementos acromáticos. Este sistema es costoso. Refractores de este tipo pueden ser menos molestos porque se pueden usar lentes de una menor distancia focal, resultando en un telescopio más corto. Es difícil construir refractores de más de 150 mm de apertura por lo costoso del vidrio empleado y las posibilidades de que se rompa durante la fabricación. Agreguemos además que un refractor es caro comparado con otros telescopios de distintos tipos de la misma longitud. Los refractores de 60 mm de diámetro son baratos, pero desde 100 mm hacia arriba pueden ser tres veces más costosos (o más) que un telescopio de espejos de la misma apertura.
Por otra parte, un telescopio se puede transportar fácilmente, lo que es un gran beneficio. Además, en este telescopio, la cantidad de luz recogida no es obstruida por el espejo alternativo que se encuentra en otros telescopios, lo que aumenta la calidad de la imagen, pues se usa toda la superficie para recoger la luz. La mejor opción (pero también la más costosa) es el telescopio apocromático, que corrige todas las aberraciones (cromática y esférica).

### Consejos de uso

#### El Sol
Su observación, lo mismo que con prismáticos (ver más arriba), debe llevarse a cabo siguiendo las más estrictas medidas de seguridad. La quemadura de retina no duele, pero es absolutamente irreversible. Es, por lo tanto, necesario utilizar filtros, de los cuales existen dos tipos: el filtro solar, sumado a la parte de atrás del ocular, por lo general se vende con el telescopio. Su único uso no es adaptable porque es sometido a altas temperaturas que provocan que explote rápidamente. Su uso debe ser combinado con el "helioscopio de Herschel", que dispersa el calor. Este accesorio se vende generalmente en tiendas especializadas. El segundo modelo se sitúa en la parte delantera, y reduce el flujo luminoso antes de que entre al instrumento. Costlier es la solución más segura, bajo la condición de usar un filtro. Esta solución tiene doble ventaja: al estar fuera del sistema óptico, y por lo tanto a temperatura ambiente, no hay peligro de que se rompa por el calor. Por otro lado, al estar ubicado delante del telescopio, los defectos influyen menos en la calidad de la imagen que el primer tipo de filtro instalado en el objetivo, justo delante del ojo.
En todo caso, compruebe con cuidado la instalación antes de iniciar la observación del Sol. Nunca está demás poner una hoja de papel bajo el ocular para confirmar que el brillo no sea muy fuerte: sus ojos no tienen precio.

#### La Luna
En su fase de Luna Llena puede aparecer espectacular, pero de otro modo no se hace muy interesante. De hecho, teniéndola desde la Tierra en línea paralela con el Sol, no es posible distinguir sombras en su superficie que nos permitan observar sus detalles. Por esto, son preferibles los periodos antes o después de esta fase y concentrar la observación en la zona del límite entre el área iluminada y el área de sombra, donde los rayos brillan en la superficie y permiten una mejor visión de los cráteres.
Nótese que también existen filtros para poner en el ocular para la observación de la Luna de modo de que no sea distorsionada por el brillo de la Luna Llena. A diferencia del Sol, no hay amenaza en la observación de la Luna. Su uso es, de todas maneras, recomendado porque filtra los rayos UV reflejados por la superficie lunar. Los filtros lunares no deben ser utilizados para la observación del Sol.

## Observación con un telescopio reflector
Un telescopio reflector no está compuesto por lentes, sino por espejos. Siendo de manufactura menos costosa, uno puede, por el precio de un telescopio refractor, adquirir un instrumento de mayor diámetro que nos da acceso al espacio profundo. De todas maneras, para aprovechar realmente el poder de un telescopio reflector, es necesario tener un buen lugar de observación, libre y alejado de las luces de la ciudad.
Con un telescopio reflector de 150 mm, el espectador puede distinguir los espirales brazos de algunas galaxias y detalles en varios cúmulos estelares y constelaciones. Con un instrumento así, gran parte de los objetos Messier pueden ser observados con gran detalle. Estos instrumentos también son muy interesantes para la observación de planetas, los cuales revelan, gracias a su mejor poder de anulamiento, una multitud de detalles como la Gran Mancha de Júpiter, visible con un telescopio de 200 mm, o la división de Cassini en los anillos de Saturno. Se hace posible seguir las alteraciones en la apariencia de los principales planetas del sistema solar con el paso de los meses, y los cráteres de la Luna aparecen con todos sus detalles en el adaptador.
Un espejo reflector lo suficientemente poderoso (300 mm) se abre camino para seguir cometas, el santo grial de los astrónomos aficionados. Todos ellos sueñan con descubrir una nueva estrella a la cual puedan bautizar con su nombre. Los cazadores de cometas constituyen un grupo aparte en el mundo de la astronomía como hobby. Además de ser material costoso, la investigación de los cometas requiere gran rigor porque demanda observaciones sistemáticas, pero algunos seguidores llegan casi a contar diez de estas estrellas en su lista de observaciones.
Cualquiera sea el tipo de observación, es con la astrofotografía con lo cual se saca mayor provecho a todos estos instrumentos. Alargando el tiempo de exposición, el brillo y el contraste de la foto permite observar hasta los más mínimos detalles. La mejor solución alcanzable para todo el mundo es el uso de un sensor CCD conectado a un computador. Estos sensores se encuentran dentro de todos los aparatos electrónicos con capacidad de capturar imágenes (webcam, cámara digital, teléfono celular, etc.). Los sensores presentes en estos aparatos pueden ser utilizados en astrofotografía CCD, pero las mejores imágenes se obtienen con sensores monocromáticos. Cualquiera sea el caso, el interesado en la astronomía que quiera convertirse en astrónomo aficionado debe comenzar a aprender los principios básicos de la óptica, porque algunos instrumentos de eficiencia óptima no se encuentran en las tiendas.

### Tipos de telescopios reflectores
Existen dos tipos principales de telescopios reflectores: el Newton y el Cassegrain.
|                           |                           |                                       |                                       |
| El telescopio tipo Newton | El telescopio tipo Newton | El telescopio tipo Schmidt-Cassegrain | El telescopio tipo Schmidt-Cassegrain |

#### El telescopio tipo Newton
El telescopio tipo Newton se caracteriza por un tubo bastante largo, algo menor en su distancia focal y se compone de un espejo parabólico principal y un espejo plano alternativo cerca de la abertura principal, orientado a 45°, que refleja la luz hacia afuera a través de un objetivo. La observación se efectúa por el lateral del tubo, que está abierto y permite que el polvo entre y se deposite en el espejo. Su otro inconveniente es que la temperatura en el interior del tubo es ligeramente superior a la temperatura ambiente(por lo menos al principio de la noche), por lo que el aire más cálido, al escapar, crea turbulencias que perjudican la calidad de la imagen.

#### El telescopio tipo Cassegrain
El segundo tipo, el Cassegrain, del cual sus variantes más conocidas son los tipos Schmidt-Cassegrain y Maksútov-Cassegrain, se caracteriza por su tubo de escasa longitud y la situación del objetivo en la parte trasera. En estos telescopios, la luz, después de atravesar una lente correctora de cristal o una lente en la entrada del tubo (que está cerrada), golpea el espejo principal cóncavo y se refleja en un pequeño espejo convexo fijo, volviendo hacia atrás y saliendo a través del espejo principal, que tiene un agujero en su centro. Este doble recorrido en el interior del tubo consigue reducir apreciablemente su longitud física a la mitad respecto de la distancia focal.

### Tipos de catadióptricos

#### El Schmidt
El Schmidt es un modelo cuyas superficies son todas esféricas, consiguiendo un instrumento fácil de fabricar. Emplea un diseño "cassegrain" con un plato corrector en el frente del tubo que "corrige" todas las aberraciones que pudiera tener el sistema esférico (y además proporciona la ventaja de conseguir un tubo herméticamente cerrado). El espejo secundario en un telescopio Schmidt se monta en el plato corrector.

#### El Maksútov
El Maksútov es similar al Schmidt excepto en que utiliza un delgado plato cóncavo corrector y el espejo secundario es normalmente un punto recubierto de sustancia reflectora en la parte trasera del corrector. Este diseño tiene la ventaja añadida sobre el Schmidt de que no necesita calibración, todos los elementos ópticos tienen ya fijada la calibración.
La gran ventaja del telescopio reflector sobre el telescopio refractor es su precio de fabricación, lo que permite adquirir por una cantidad razonable un instrumento de un diámetro mayor, pero que a cambio necesita una mayor cantidad de luz proveniente de los objetos luminosos más distantes y débiles. Por otra parte, la aberración cromática no existe con este tipo de instrumento, pero a cambio el espejo alternativo reduce en parte el campo de visión, lo que es un inconveniente (pérdida de brillo del orden del 5 al 10%). el espejo principal tiene un cierto grado de libertad en el interior del tubo y puede descalibrarse en algunos casos (por causa de un golpe fuerte, por ejemplo), requiriendo un recalibrado por parte del usuario. Este mismo espejo está cubierto de una fina capa de aluminio que se deteriora al contacto con el aire y tiene una vida de 8 a 10 años. Las marcas comerciales especializadas en telescopios tienen en cuenta este hecho.